# 松叶青兰
松叶青兰（学名：Dracocephalum forrestii）为唇形科青兰属下的一个种。

## 扩展阅读
- 維基物種上的相關：松叶青兰